# Domingos Gonçalves
Domingos André Maciel Gonçalves (Barcelos, 13 februari 1989) is een Portugees voormalig wielrenner. Hij is de tweelingbroer van wielrenner José Gonçalves.

## Carrière
In 2011 werd Gonçalves tweede op het Portugees wegkampioenschap voor beloften, achter Fábio Silvestre. Twee jaar later was enkel Rui Costa sneller in de tijdrit voor eliterenners.
In 2016 werd hij prof bij Caja Rural-Seguros RGA, namens die ploeg reed hij onder meer de Tirreno-Adriatico en de Ronde van het Baskenland.
In 2018 werd Gonçalves op zowel de tijdrit als de wegrit Portugees kampioen. In 2019 werd hij, achter zijn broer, tweede in de tijdrit.

### Schorsing
Op 29 januari 2021 werd bekendgemaakt dat Gonçalves voor vier jaar is geschorst vanwege schommelingen in zijn bloedpaspoort. De schorsing ging met terugwerkende kracht vanaf december 2019 in. Al zijn resultaten vanaf de Ronde van Portugal in 2018 zijn ongeldig verklaard. Zijn broer José is enkele jaren later ook geschorst, maar dan wegens gebruik van verboden middelen.

## Overwinningen
2013
2e etappe Ronde van Portugal van de Toekomst
2017
 Portugees kampioen tijdrijden, Elite
2018
 Portugees kampioen tijdrijden, Elite
 Portugees kampioen op de weg, Elite
6e etappe Ronde van Portugal
 Tijdrit op de Middellandse Zeespelen

## Resultaten in voornaamste wedstrijden
| Jaar | Ronde van Italië | Ronde van Frankrijk | Ronde van Spanje |
| ---- | ---------------- | ------------------- | ---------------- |
| 2019 |                  |                     | opgave           |

## Ploegen
- 2012 –  Onda
- 2013 –  Rádio Popular-Onda
- 2014 –  Team La Pomme Marseille 13
- 2015 –  Efapel
- 2016 –  Caja Rural-Seguros RGA
- 2017 –  RP-Boavista
- 2018 –  Rádio Popular-Boavista
- 2019 –  Caja Rural-Seguros RGA (tot en met 12 december)

Aramendia · Arroyo · Barbero · Benito · Bilbao · Carthy · Ferrari · Gallego · D. Gonçalves · J. Gonçalves · Lastra · Madrazo · Mas · Molina · Pardilla · Prades · Rosón · Rubio · Sáez · Vilela · Azkarate (stagiair) · Irisarri (stagiair) · Zabala (stagiair)
Benta · Cardoso · Gomes · Gonçalves · Moreira · Pelegrí · Rodrigues · Salgado · Silin · Trofimov
Aberasturi · Amezqueta · Aranburu · Banaszek · Cañellas · Cepeda · Tsjernetski · Cuadros · Gonçalves · González · Irisarri · Lastra · Malucelli · Molina · Mora · Moreira · Nicolau · Pardilla · Rodríguez · Serrano · Soto · Lazkano (stagiair) · Martín (stagiair) · Pascual (stagiair)